# Bidarakoppa, Hangal
Bidarakoppa là một làng thuộc tehsil Hangal, huyện Haveri, bang Karnataka, Ấn Độ.